# Blandouet
Blandouet ist eine Ortschaft und eine Commune déléguée in der französischen Gemeinde Blandouet-Saint Jean mit 182 Einwohnern (Stand 1. Januar 2022) im Département Mayenne in der Region Pays de la Loire. 
Die Gemeinde Blandouet wurde am 1. Januar 2017 mit Saint-Jean-sur-Erve zur Commune nouvelle Blandouet-Saint Jean zusammengeschlossen. Sie gehörte zum Arrondissement Laval und zum Kanton Sainte-Suzanne.

## Geographie
Blandouet liegt rund 20 Kilometer westlich von Le Mans an der Grenze zum benachbarten Département Sarthe. Der Ort liegt am Oberlauf des Flusses Treulon. 
Nachbargemeinden der Gemeinde Blandouet waren Torcé-Viviers-en-Charnie im Nordosten, Saint-Denis-d’Orques im Südosten, Saint-Jean-sur-Erve im Südwesten, Chammes im Westen und Sainte-Suzanne im Nordwesten.

## Partnergemeinde

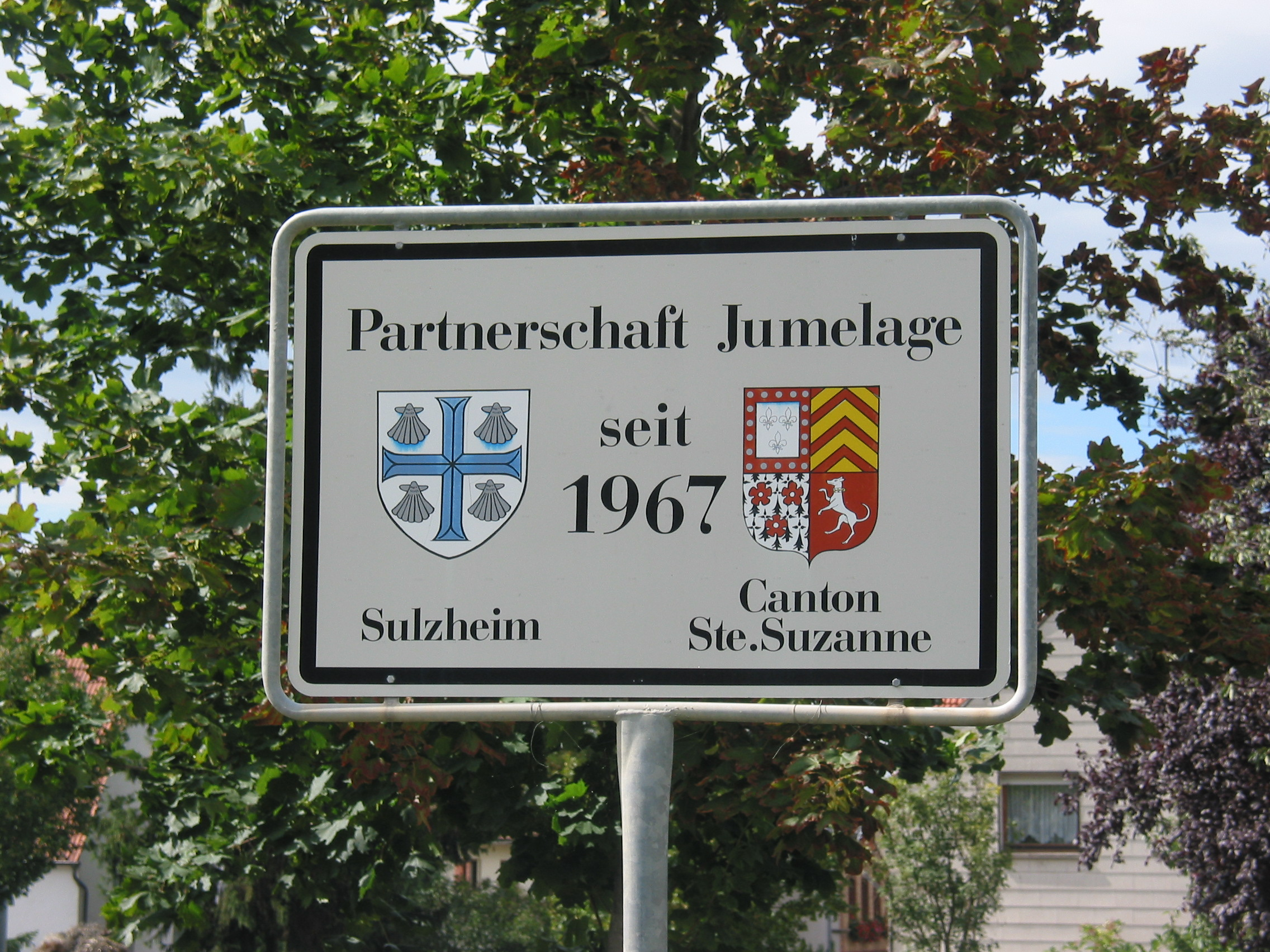

Blandouet hat seit 1967 einen Anteil an der Partnerschaft des ehemaligen Kantons Sainte-Suzanne mit Sulzheim in Rheinhessen (Deutschland).